# Monotropsis reynoldsiae
Monotropsis reynoldsiae là một loài thực vật có hoa trong họ Thạch nam. Loài này được (A. Gray) A. Heller mô tả khoa học đầu tiên năm 1898.